# 三易
三易是《周官》記載太卜所掌的三種筮法，包括連山、歸藏、周易，皆由八經卦兩兩重叠成六十四别卦。《周易》為周之《易》，以乾卦為首，以變者爲占，占九、六之爻。據說，夏之《易》曰《連山》，以艮卦爲首，商之《易》曰《歸藏》，以坤卦為首。《連山》、《歸藏》皆以不變爲占，占七、八之爻。不過二易亡失不傳，不知此說確實與否。
一般通行說法，以連山、歸藏、周易分別是由伏羲（或說神農）、黃帝、周文王三位聖王所發明而流傳下來的三種易法。三易唯《周易》傳行於世，餘二易並亡。